# Radeberger Rundwanderweg

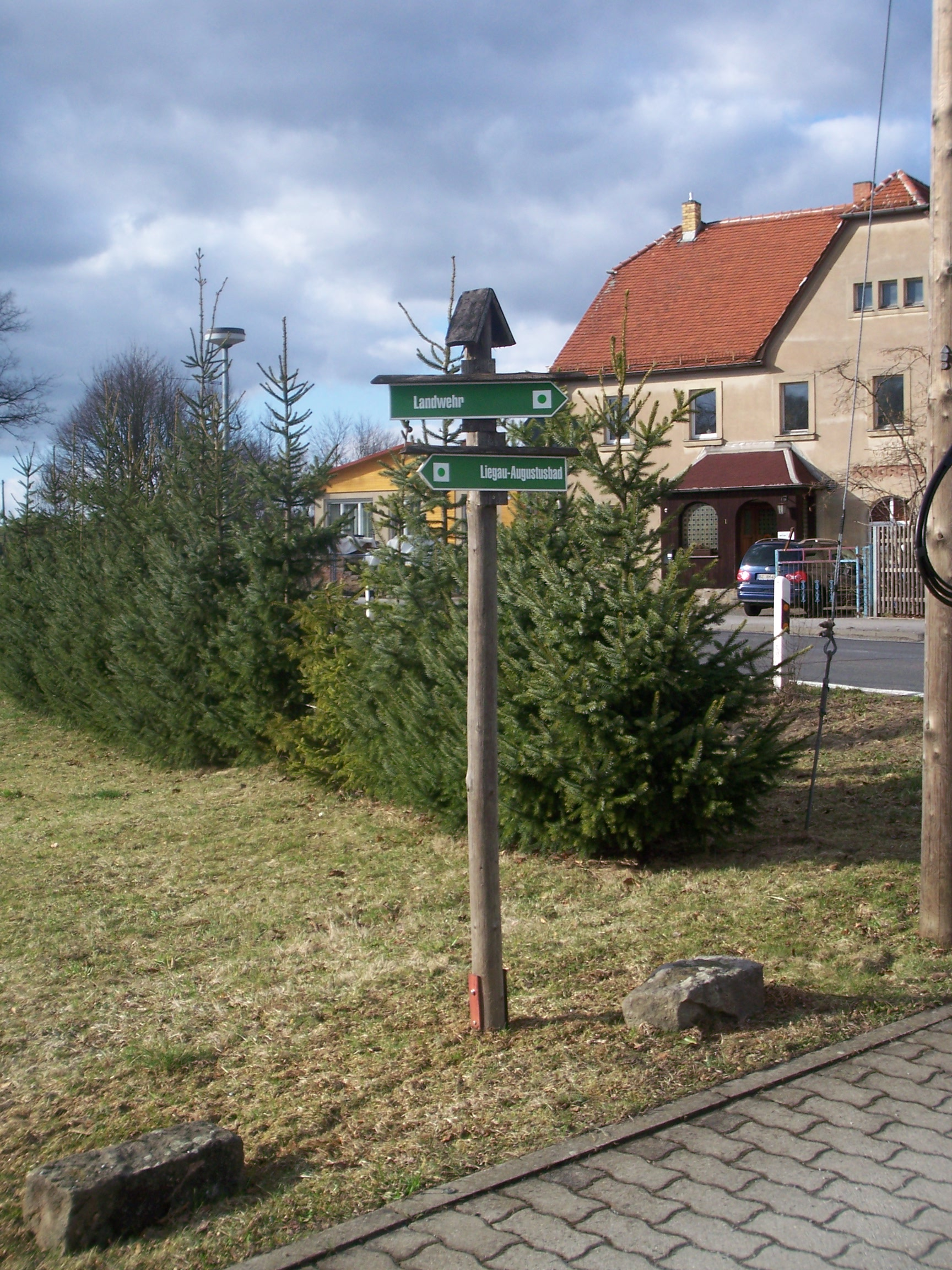
Wanderwegweiser in Feldschlößchen

Der Radeberger Rundwanderweg ist ein lokaler Rundwanderweg, der die Stadt Radeberg im Radeberger Land umrundet. Er durchquert die Dresdner Heide und die Landwehr und dient als wichtiger Zubringer ins Seifersdorfer Tal und ins Hüttertal. Seine Länge beträgt ca. 26 km.
Als Markierung wird ein Grüner Punkt auf weißem Grund verwendet. Der Wanderweg läuft über Wald- und Feldwege, aber auch entlang von Ortsverbindungsstraßen.

## Streckenverlauf
Liegau-Augustusbad (Grundmühle, Anschluss an den Fernwanderweg Lausitzer Schlange und ins Seifersdorfer Tal) – Kleinwachau – Schwanenteich – Feldschlößchen – Landwehr – Stadtrandsiedlung Am Taubenberg – Hutberg (296 m) – Wallroda (Anschluss an den Fernwanderweg Lausitzer Schlange und ins Hüttertal) – Kleinwolmsdorf – Bischofsweg (südlich Großerkmannsdorf) – Ullersdorf – Dresdner Heide – Liegau-Augustusbad – Grundmühle

## Details
Östlich der Landwehr folgt der Wanderweg seit Mitte der 90er Jahre der dicht befahrenen S 95. Der direkte Weg zum Wendensteig nördlich der Stadtrandsiedlung ist seitdem wegen der Anlage einer Deponie nicht mehr möglich. Der Radeberger Stadtrat regte 2010 in einer Stellungnahme zum Vorentwurf der geplanten S 177 (Ortsumgehung Leppersdorf) die Unterquerung derselben an. Ziel ist dabei, über einen neu entstehenden Wirtschaftsweg an den früheren Verlauf anzuschließen.
Von der Stadtrandsiedlung führt ein befestigter Weg weiter nach Wallroda. Dabei tangiert der Wanderweg das Landschaftsschutzgebiet Hüttertal. Wegen des Erholungswertes und der Avifauna des Gebietes wurde es bereits 1954 unter Schutz gestellt. Das Hüttertal ist damit ein wichtiges Naherholungsgebiet in der Dresdner Umgebung. Bereits am Wallrodaer Hutberg kann in Richtung Felixturm (200 Meter entfernt) abgebogen werden (Gelber Strich). Am Felixturm endet der Radeberger Planetenwanderweg mit der Informationstafel zum Pluto.
Nachdem der Wanderweg den Radeberger Stadtteil Ullersdorf passiert hat, erreicht er über die Tanzzipfelwiese das ausgedehnte Waldgebiet der Dresdner Heide. Hier folgt er dem historischen Wegzeichennetz. Über die Schneise 2, die Alte 4 und die Schneise 1 gelangt man zur Radeberger Straße. Nach dem Überqueren folgt der Nachtflügel, das Kreuz- und das Unterringel. Über den Liegauer Saugarten verlässt der Weg die Heide und führt weiter nach Liegau-Augustusbad.